# Palais de la comtesse de Lebrija
Le palais de la comtesse de Lebrija ou palais de Lebrija est situé à Séville, en Andalousie. Il date du XVIe siècle et a été remanié dans les années 1900 par la comtesse de Lebrija. Sa caractéristique la plus remarquable est l'impressionnante collection de mosaïques romaines, qui servent de pavement à quasiment toute la partie basse de l'édifice. Le palais est ouvert au public comme musée depuis 1999. Il loue également ses salons et patios pour des présentations, événements, dîners de gala, conférences, concerts...

## Histoire et description

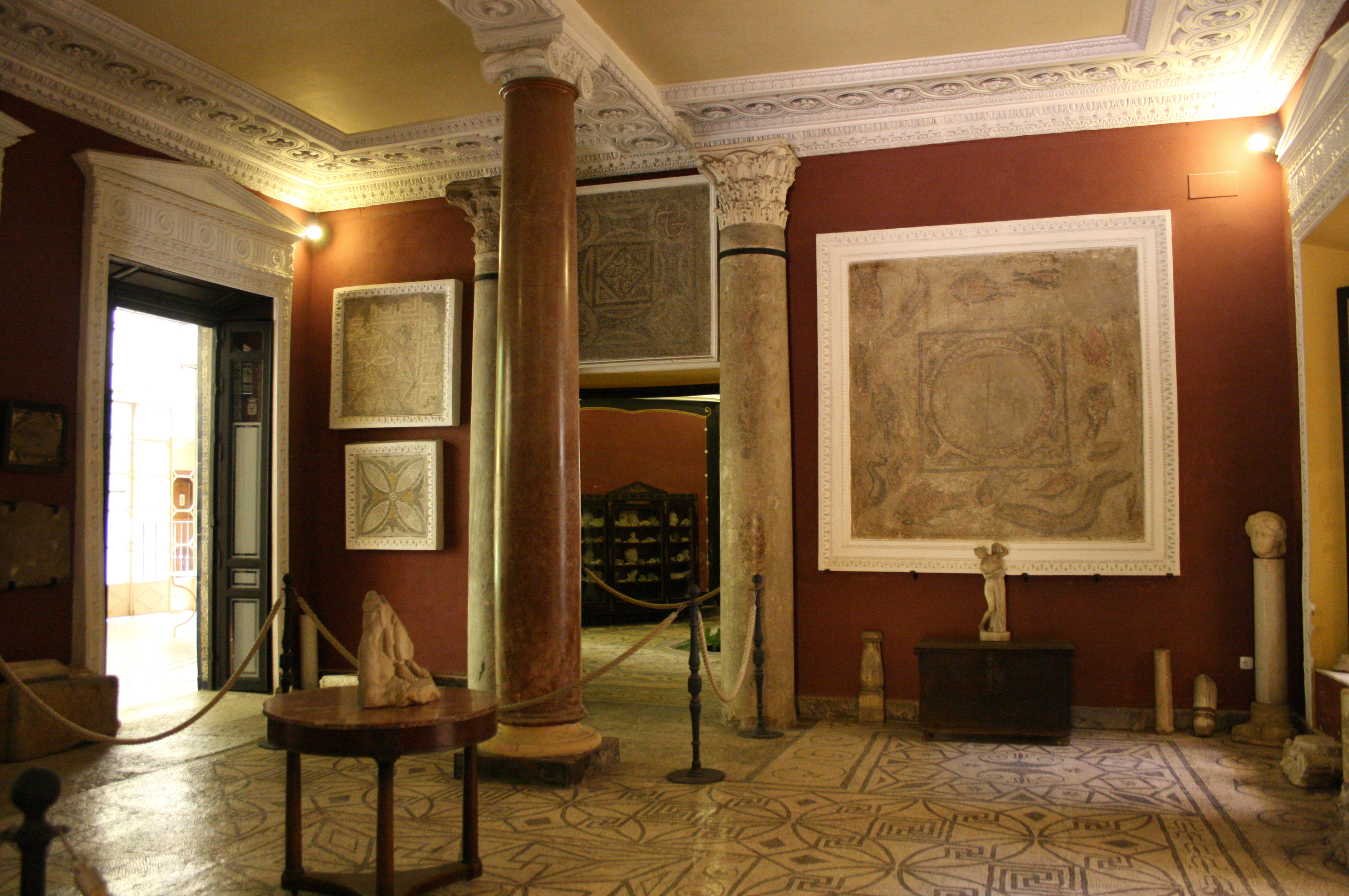
Une des salles.

Il a été bâti au XVe – XVIe siècles, avec sa façade de style sévillan.
En 1901 le palais est acquis par la comtesse de Lebrija, qui le restaure et l'aménage pour héberger sa précieuse collection d'antiquités.

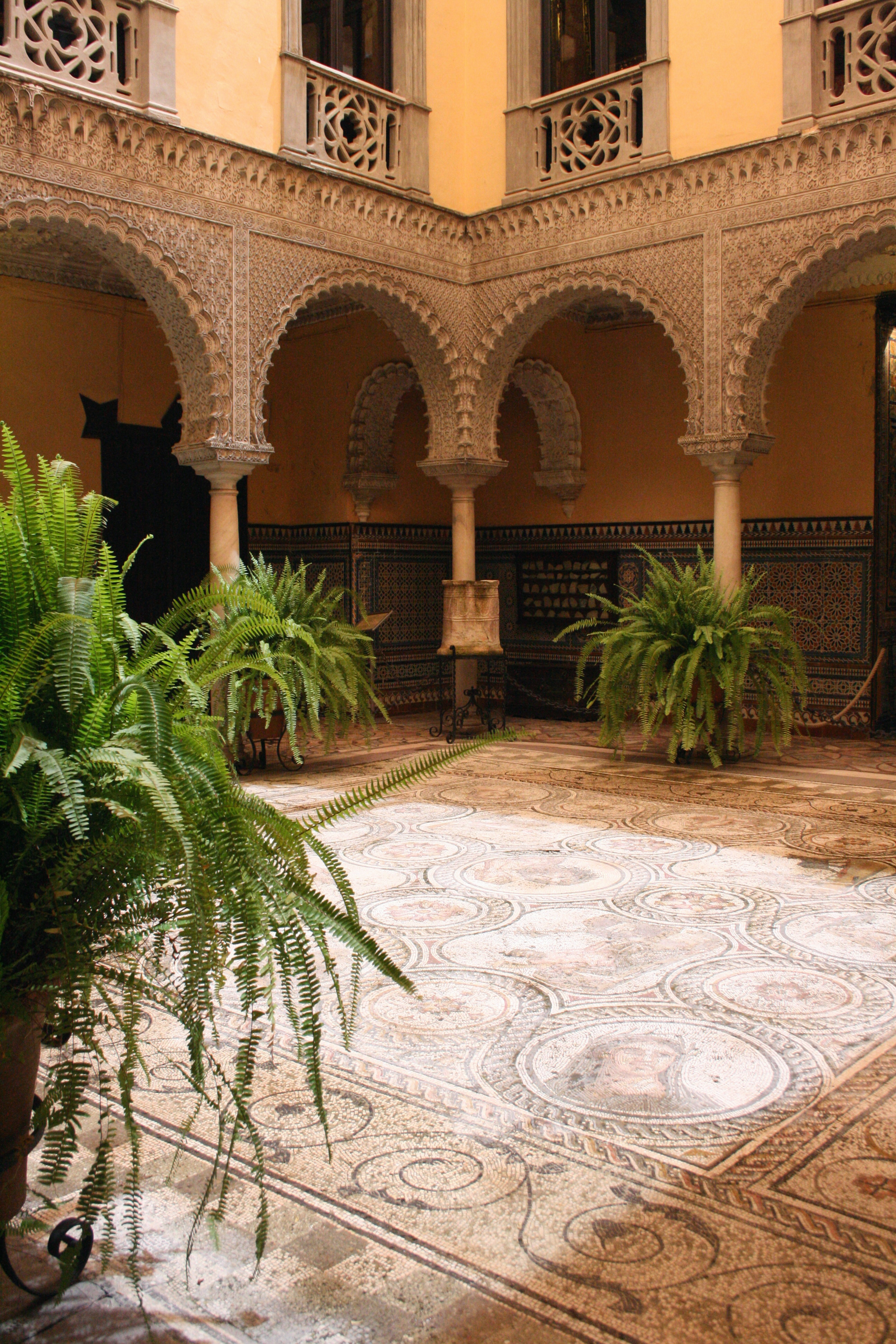
Patio principal.

Il a une surface d'environ 2.500 m² réparti sur deux niveaux.
Ses murs sont un véritable échantillonnage de styles architecturaux : arcs de style arabe, ornements plateresques, azulejos originaires d'un couvent en ruines, frise renaissance, façade et plan de style andalou sévillan.
La partie basse est composée de divers salons et des patios où se trouvent les restes archéologiques et les collections. À l'étage sont conservés les décors dans lesquels habitait la famille, jusqu'à la mort du dernier comte de Lebrija en 1999, et les objets achetés par la comtesse pendant ses voyages. Le palais conserve aussi une vaste bibliothèque comptant plus de 4000 volumes.

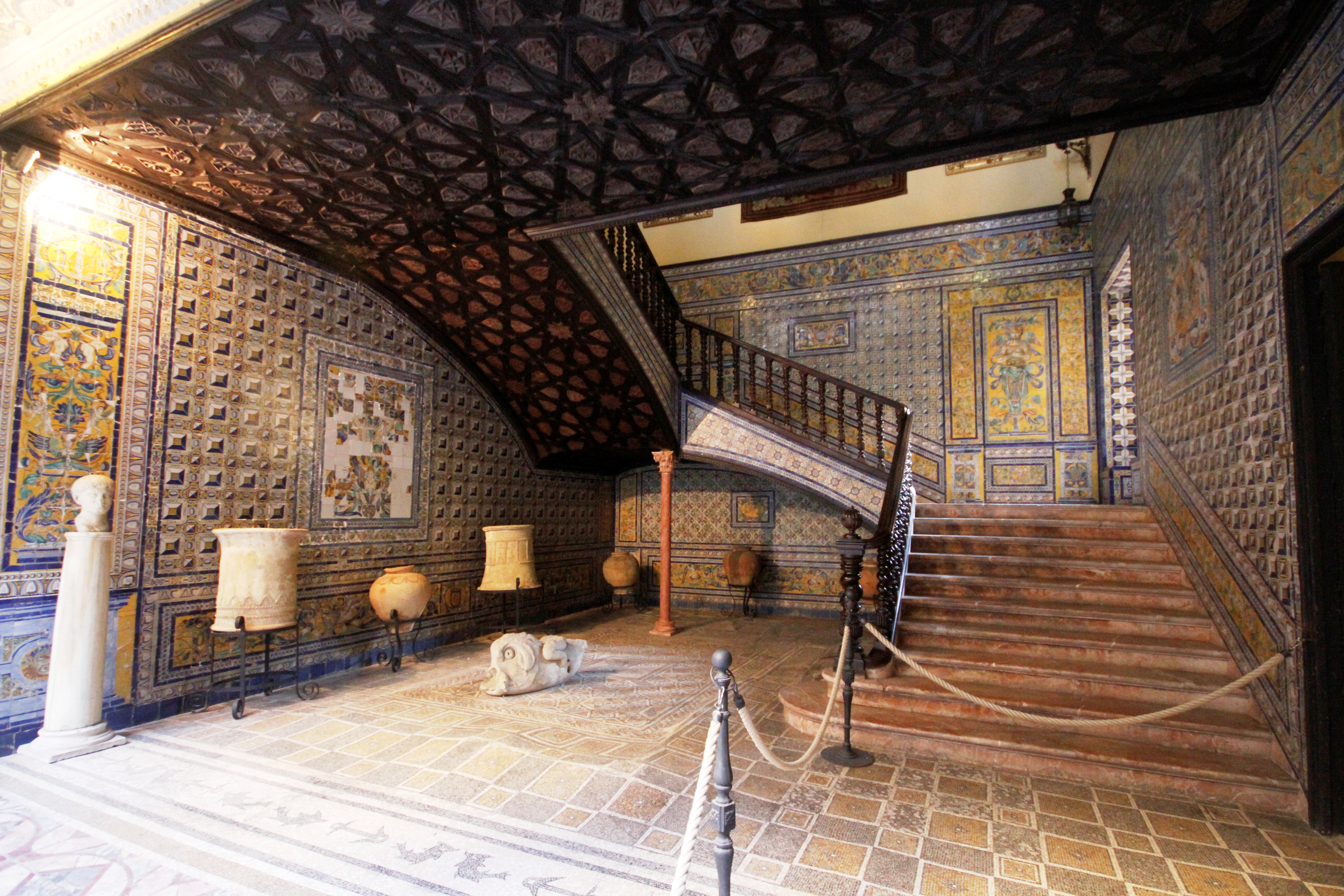
Escaliers avec azulejos
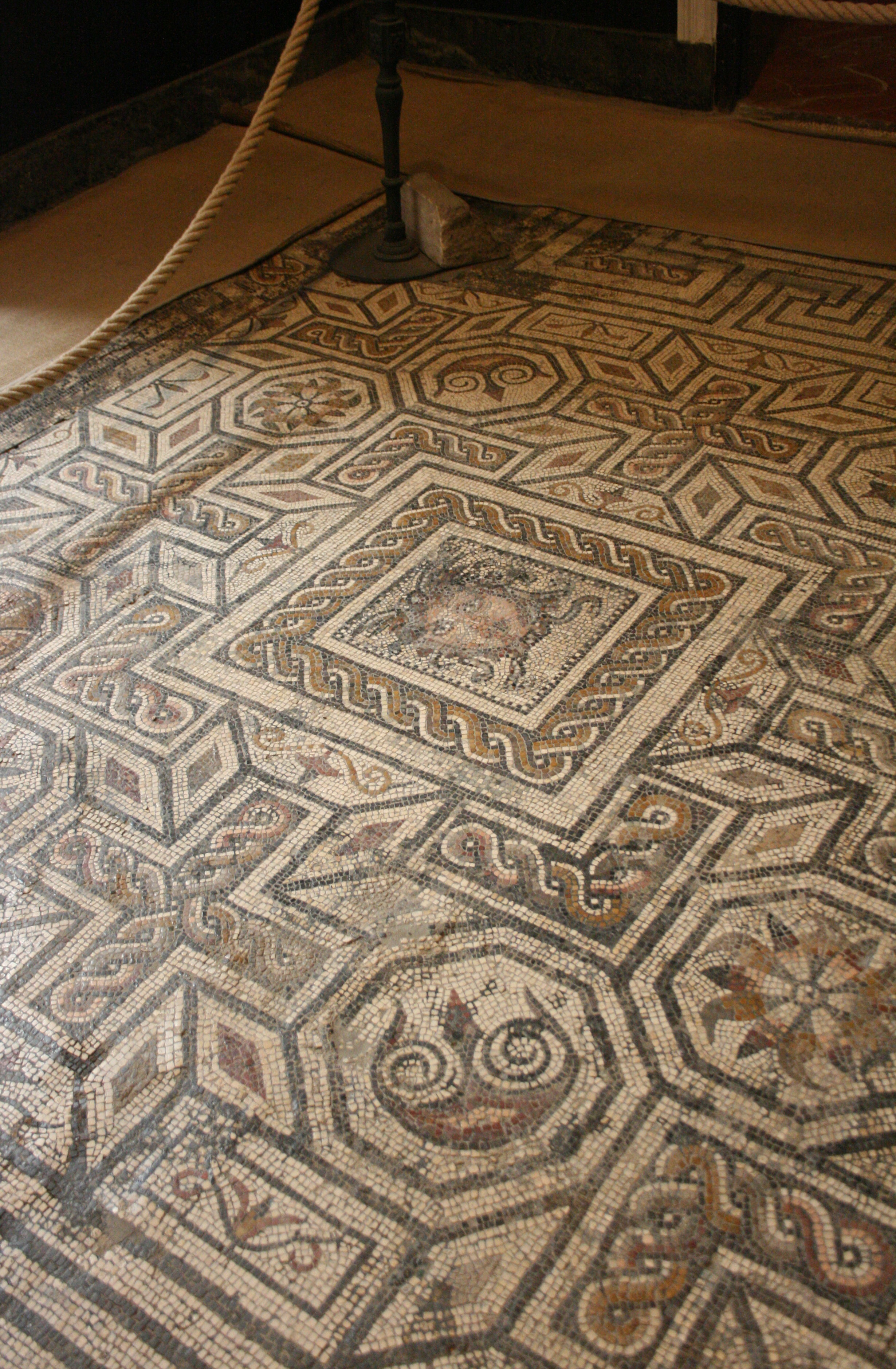
Sol en mosaïque romaine
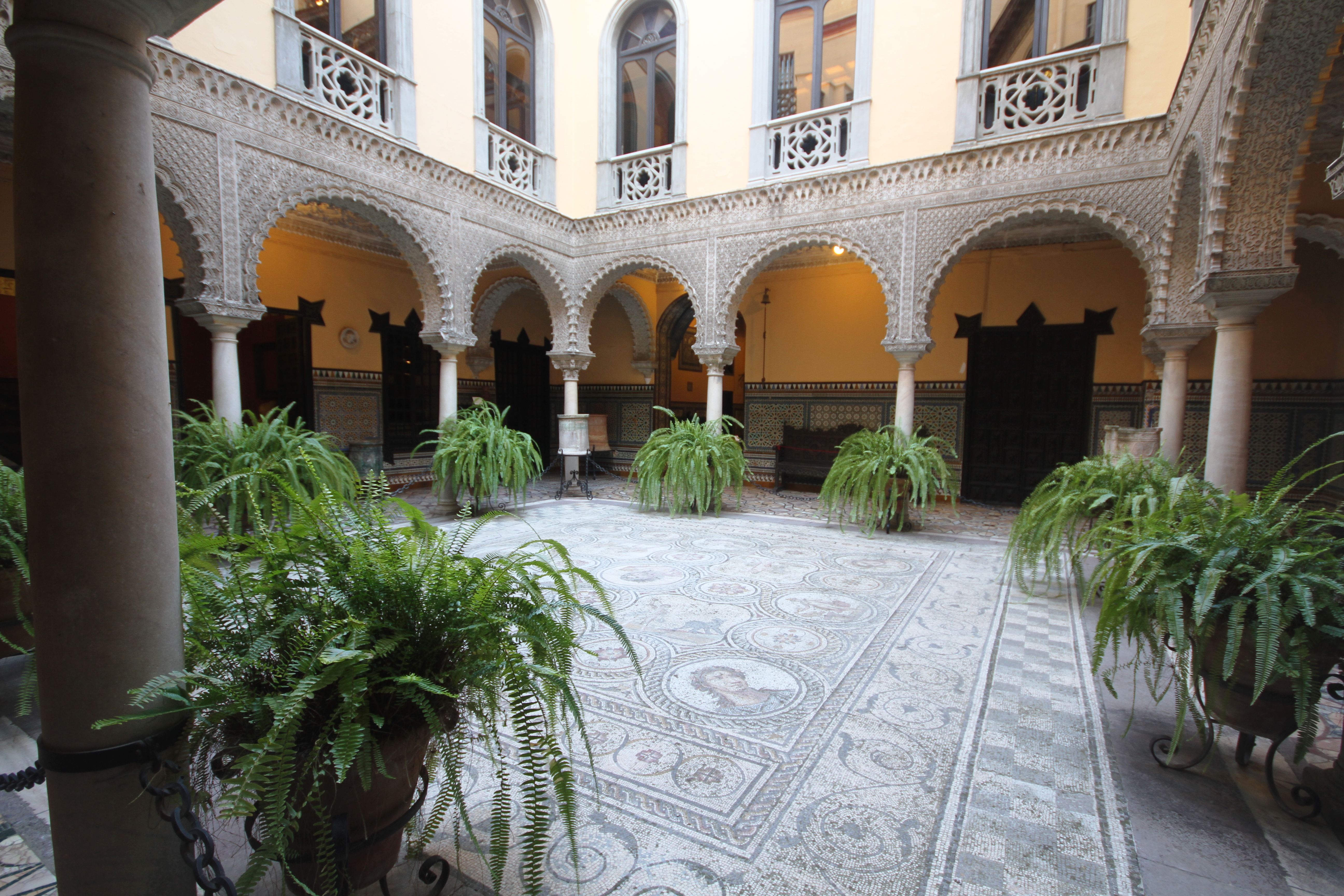
Patio néo mudéjar avec mosaïque romaine
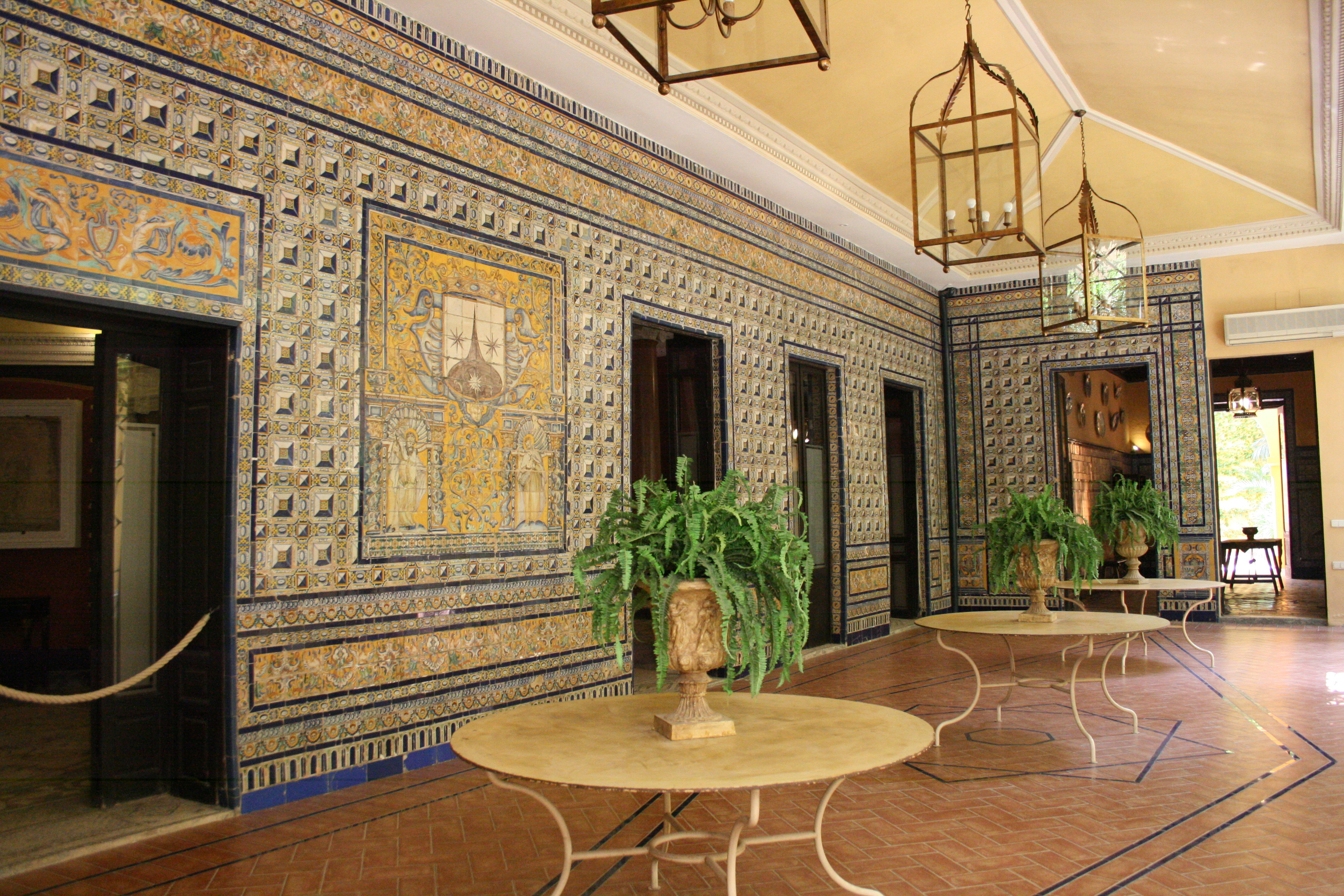
Salle ornée d'azulejos
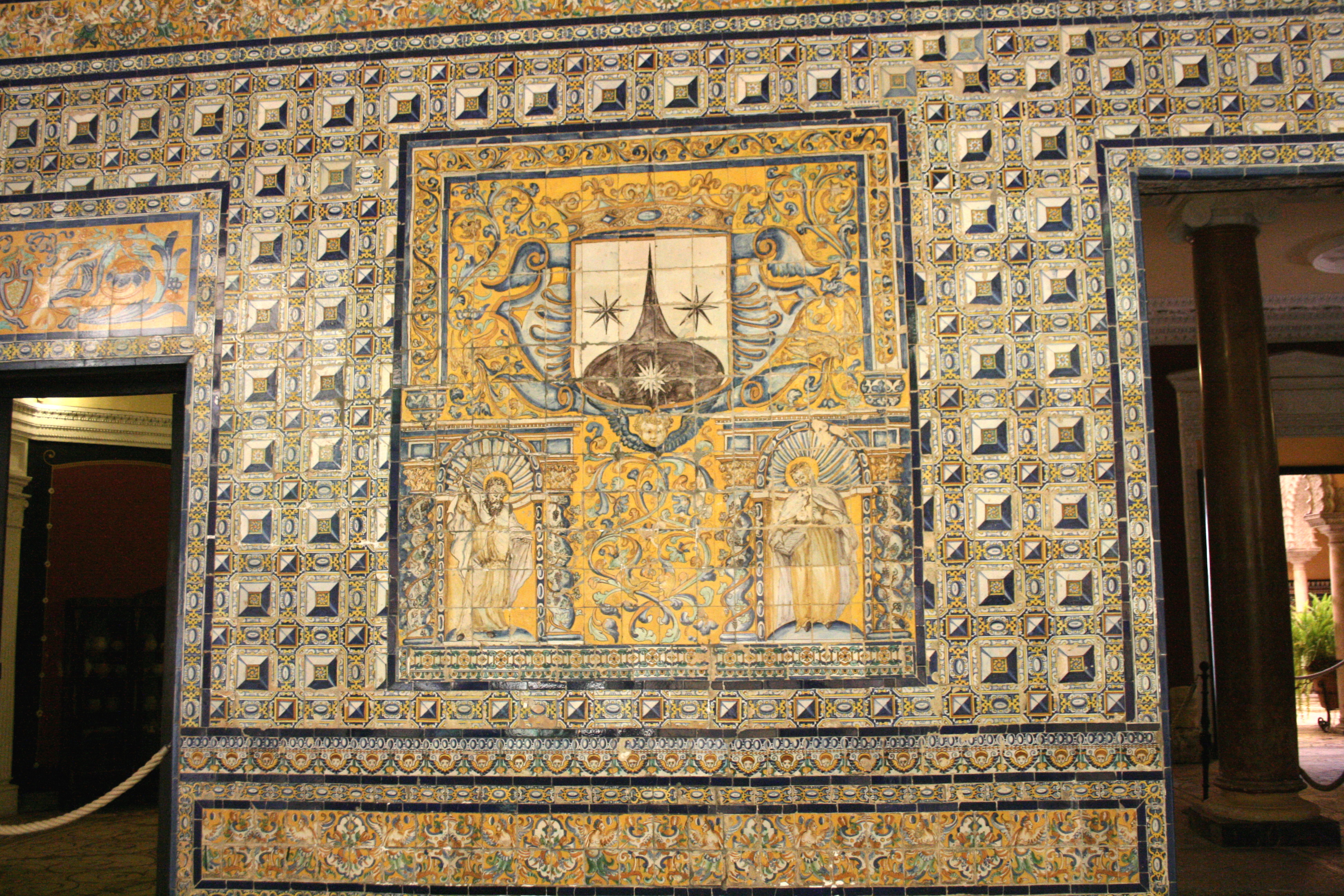
Azulejo du palais.

## Collections
En 1999, les descendants de la comtesse et les propriétaires actuels ont décidé ouvrir la maison au public comme musée.
Outre les restes archéologiques se trouvent des artefacts d'époque arabe et romaine, une collection d'amphores, colonnes et sculptures, des bustes gréco-romains, des objets chinois et persans, ainsi que la collection glyptique trouvée sur le site archéologique d'Italica,.
Les tableaux comptent des œuvres de Van Dyck, de Bruegel l'Ancien et des toiles de l'école de Murillo.

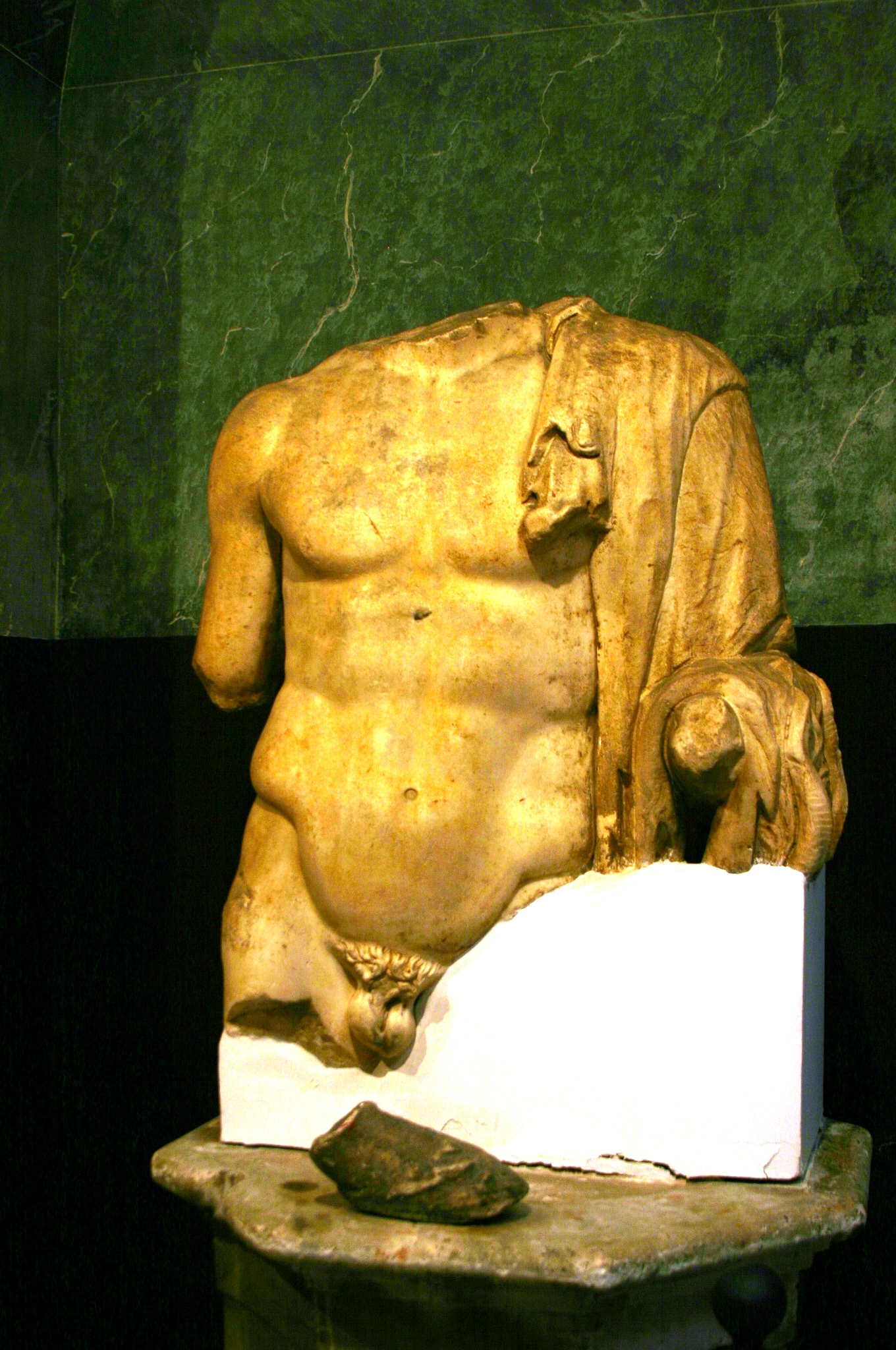
Torse romain
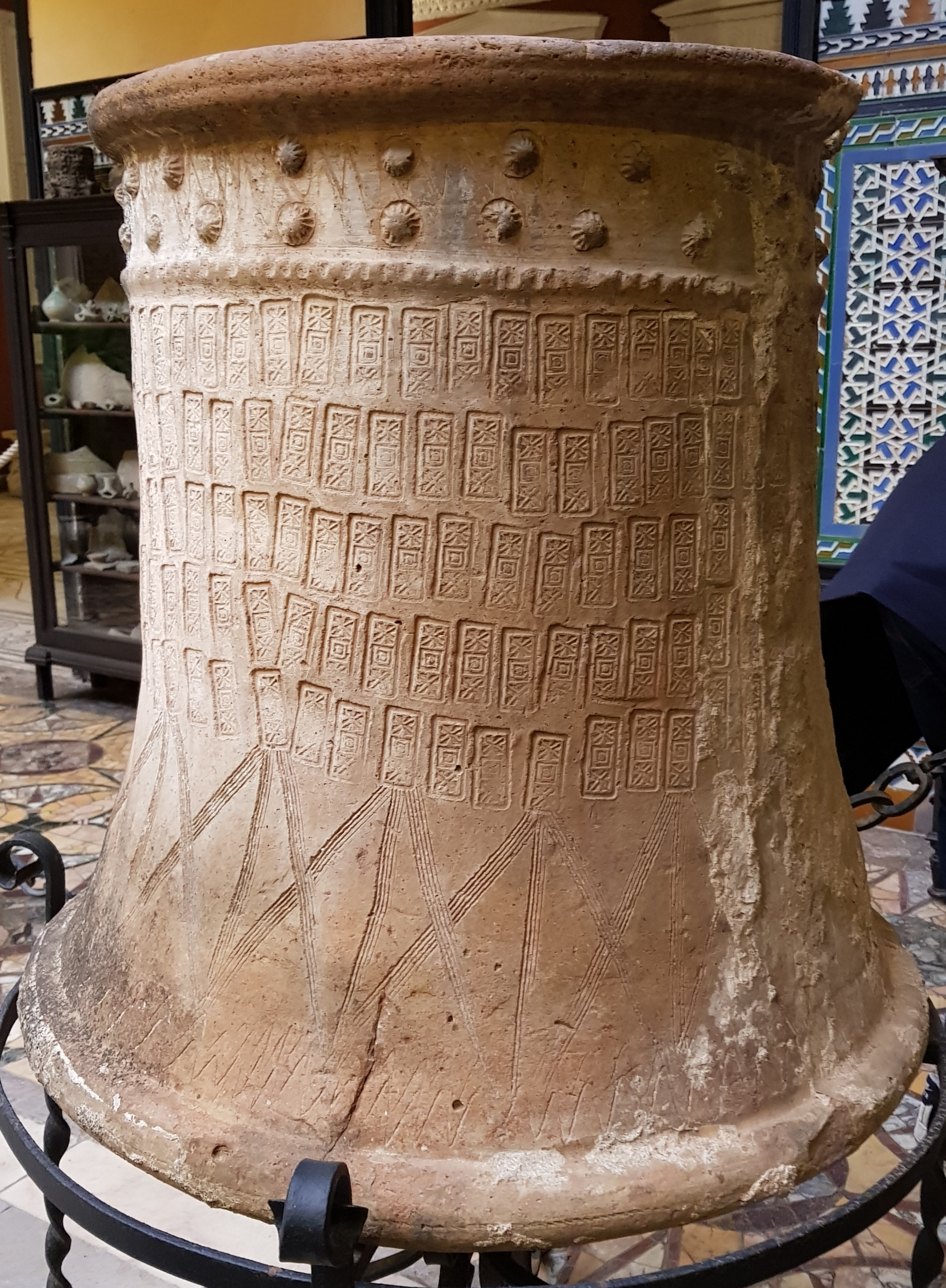
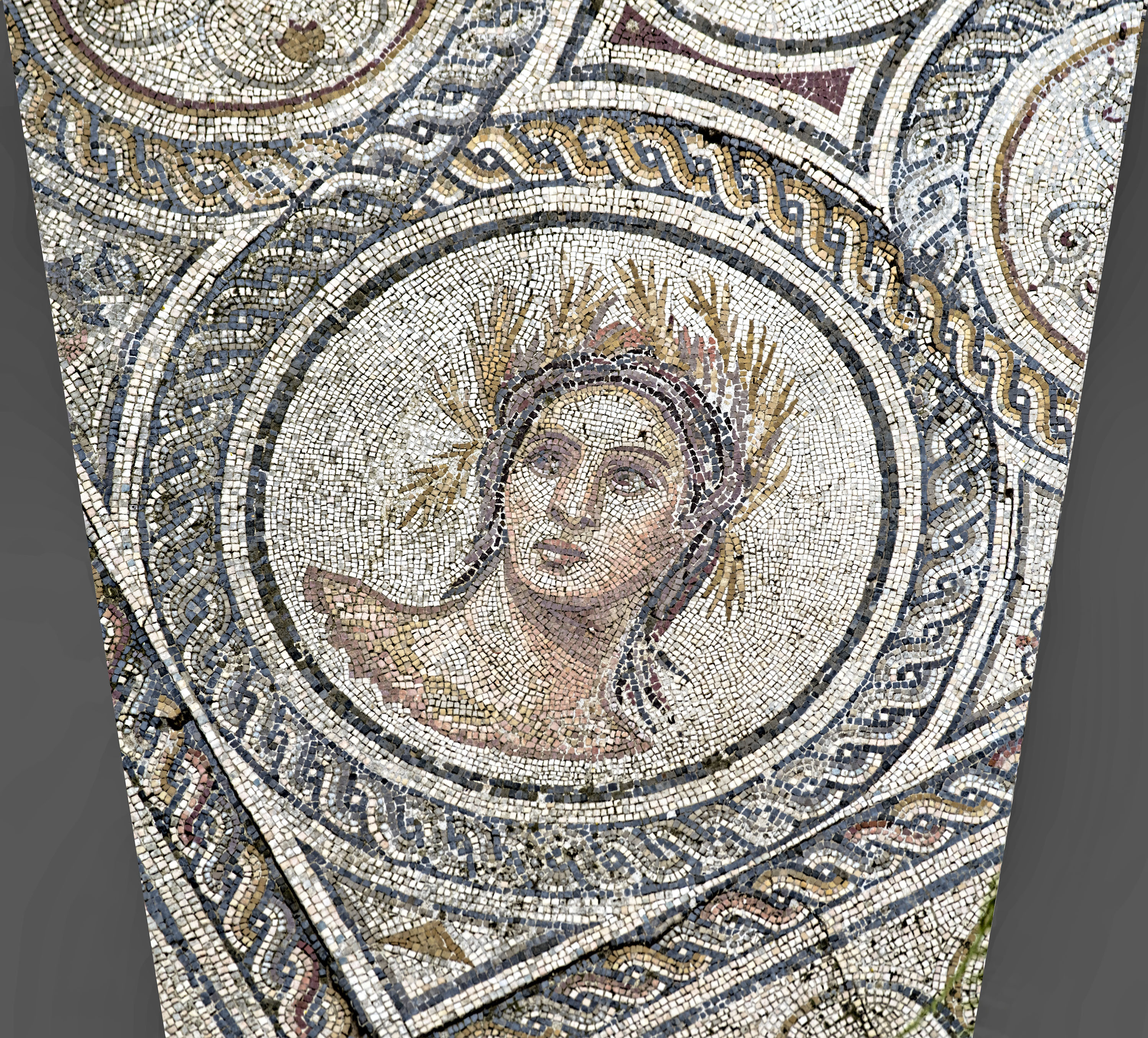
Mosaïque
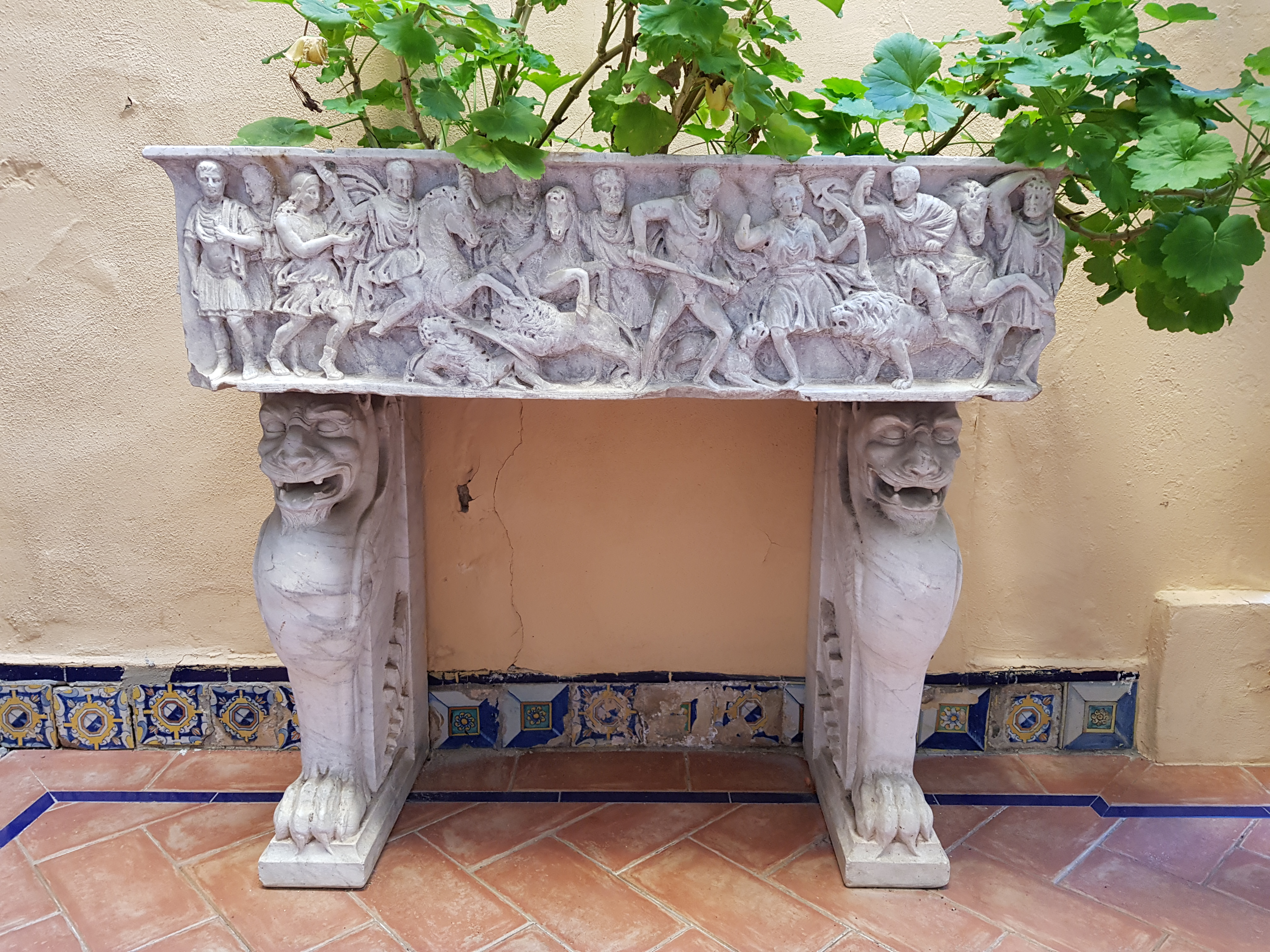
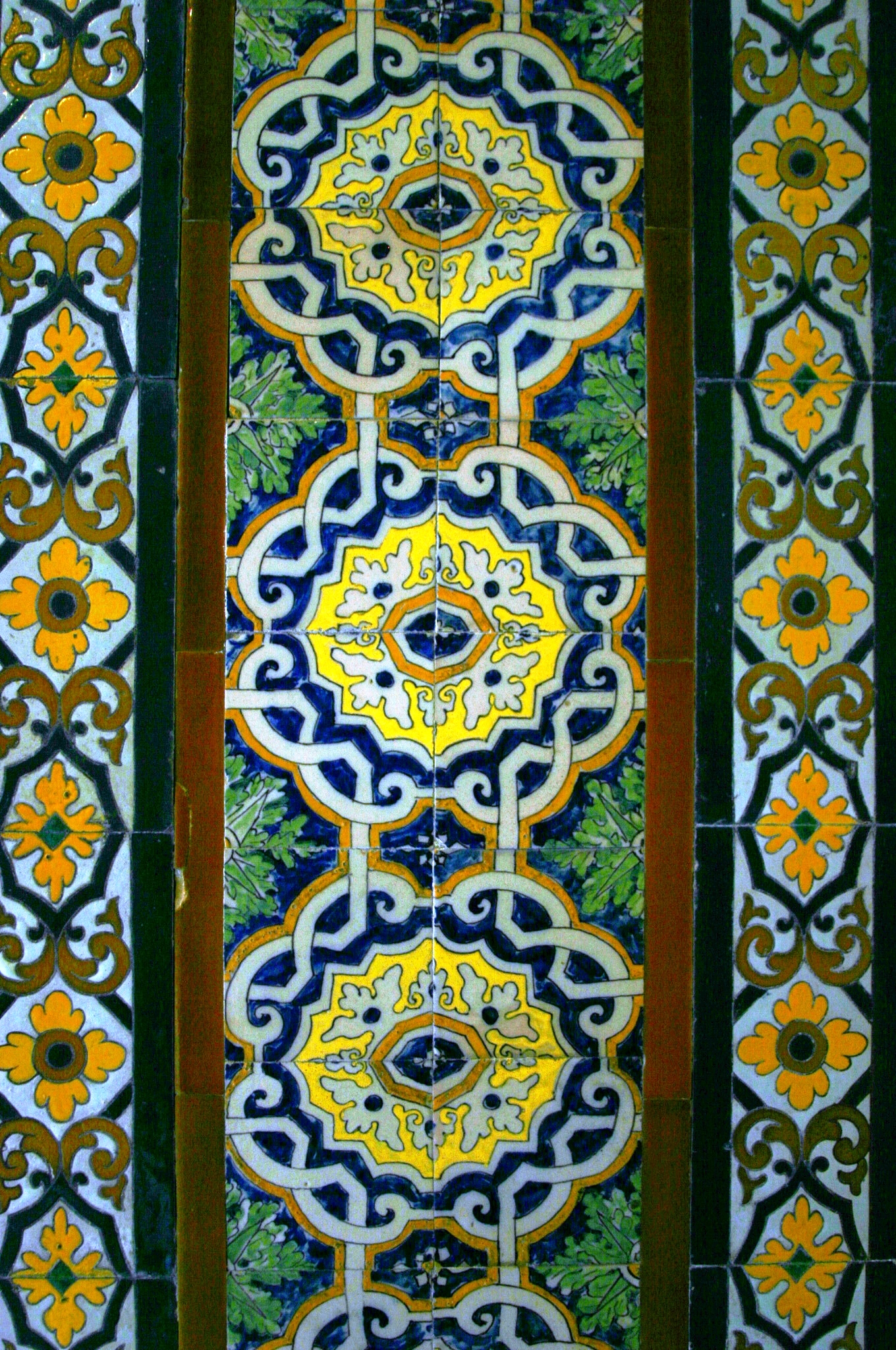
Azulejos